# Toksværd
Toksværd is een plaats in de Deense regio Seeland, gemeente Næstved. De plaats telt 788 inwoners (2008).